# Happy Anniversary
Happy Anniversary is een Amerikaanse filmkomedie uit 1959 onder regie van David Miller. De film is gebaseerd op het Broadway-toneelstuk Anniversary Waltz uit 1954 van Jerome Chodorov en Joseph Fields (met in de hoofdrollen Macdonald Carey en Kitty Carlisle) en werd destijds in Nederland uitgebracht onder de titel Hoe vertel ik het mijn ouders.

## Verhaal
Chris en Alice Walters vieren hun dertiende huwelijksverjaardag in het bijzijn van haar ouders en hun twee wijsneuzige kinderen. Chris is een correcte doch opvliegende man en Alice is, als liefhebbende huisvrouw, bereid dit tot een zekere hoogte te verdragen. Wanneer het uit New York afkomstige koppel van Alice's ouders een televisietoestel krijgt als cadeau, is vooral Alice blij. Chris daarentegen heeft een hekel aan televisies en weigert het cadeau te accepteren, hetgeen leidt tot een grote ruzie. Hij zet het uiteindelijk op het drinken en vertelt aan Alice's ouders in beschonken staat tussen neus en lippen door dat ze een jaar voor hun officiële bruiloft al stiekem zijn getrouwd. 
De moeder van Alice voelt zich bedrogen door haar dochter; de avond voor de bruiloft heeft ze haar dochter seksuele voorlichting gegeven en nu blijkt dat ze deze kennis toentertijd al uit praktijk wist. Alice voelt zich op haar beurt bedrogen door haar man, die ooit had gezworen deze informatie niet met haar ouders te delen. Ook de kinderen gaan zich er mee bemoeien. Het kleine dochtertje brengt de huiselijke problemen zelfs te berde tijdens een kinderforum op televisie.

## Rolverdeling
| Acteur             | Personage                 |
| ------------------ | ------------------------- |
| David Niven        | Chris Walters             |
| Mitzi Gaynor       | Alice Walters             |
| Carl Reiner        | Bud                       |
| Monique Van Vooren | Jeanette                  |
| Loring Smith       | Arthur                    |
| Patty Duke         | Debbie                    |
| Kevin Coughlin     | Ockie Walters             |
| Elizabeth Wilson   | Millie                    |
| Phyllis Povah      | Lillian Gans / Grootvader |
| Loring Smith       | Arthur Gans / Grootmoeder |

## Productie
De film werd tussen april en juni 1959 op locatie in New York opgenomen. Het toneelstuk waar de film op is gebaseerd werd in Nederland opgevoerd onder de titel De ooievaarswals.

## Ontvangst
In de Verenigde Staten was er veel ophef rondom de verwijzingen in de film naar seks voor het huwelijk. In de pers werd vol verbazing geschreven over hoe de film de filmkeuring heeft doorstaan.
De film werd in Nederland positief ontvangen. Criticus Alfred Kossmann van Het Vrije Volk schreef dat "deze komedie boeit zowel door te pas aangebrachte kluchteffecten als door een opgewekte satirische humor van fijner allooi. David Miller heeft Happy Anniversary knap geregisseerd. [..] De rollen van de ouders worden hoogst komisch vertolkt door Loring Smith en Phyllis Povah. Ook de kinderrollen zijn goed bezet." Recensent van Het Parool schreef: "Dergelijke komedies hebben in de situatie zelden meer iets verrassends te bieden, het moet van de 'gags' komen waarmee het voorval wordt opgesierd en gezegd moet, dat in Happy Anniversary een hele reeks zeer snelle grapjes steken, die het boven de platvoerse huwelijkskomedie uit tillen. Met film heeft het niets te maken, het blijft allemaal toneel met al die deuren die open en dicht gaan, met al die opkomsten en afgangen, maar David Niven en Mitzi Gaynor gaan bekwaam met die fikse stroom tekst om en willen in Tuschinski dan wel voor aangename ontspanning zorgen."
Recensent van De Telegraaf omschreef de film als 'amusant, smakelijk [en] lichtverteerbaar': "De film begint in de toon van een lichte komedie, maar neemt gaandeweg klucht-elementen in zich op. Dat hij niettemin een beschaafde toon blijft houden dankt hij in de eerste plaats aan de uiterst gedistingeerde David Naven en de verrukkelijke Mitzi Gaynor."